# Can't Stop (After 7-låt)
Can't Stop är en låt av det amerikanska rockbandet After 7. Den nådde en sjätteplats på den amerikanska Billboardlistan.